# Kobîjcea, Bobrovîțea
Kobîjcea (în ucraineană Кобижча) este o comună în raionul Bobrovîțea, regiunea Cernihiv, Ucraina, formată numai din satul de reședință. În secolul al XIX-lea, satul făcea parte din volostul Kobîjcea, uezdul Kozeleț.

## Demografie
Componența lingvistică a comunei Kobîjcea
     Ucraineană (98,53%)
     Rusă (1,24%)
     Alte limbi (0,15%)
Conform recensământului din 2001, majoritatea populației comunei Kobîjcea era vorbitoare de ucraineană (98,53%), existând în minoritate și vorbitori de rusă (1,24%).